# Greymouth
Greymouth (maor. Māwhera) – miasto w Nowej Zelandii. Położone na zachodnim wybrzeżu Wyspy Południowej. Największe miasto regionu West Coast, 9920 mieszkańców (dane szacunkowe – czerwiec 2008).

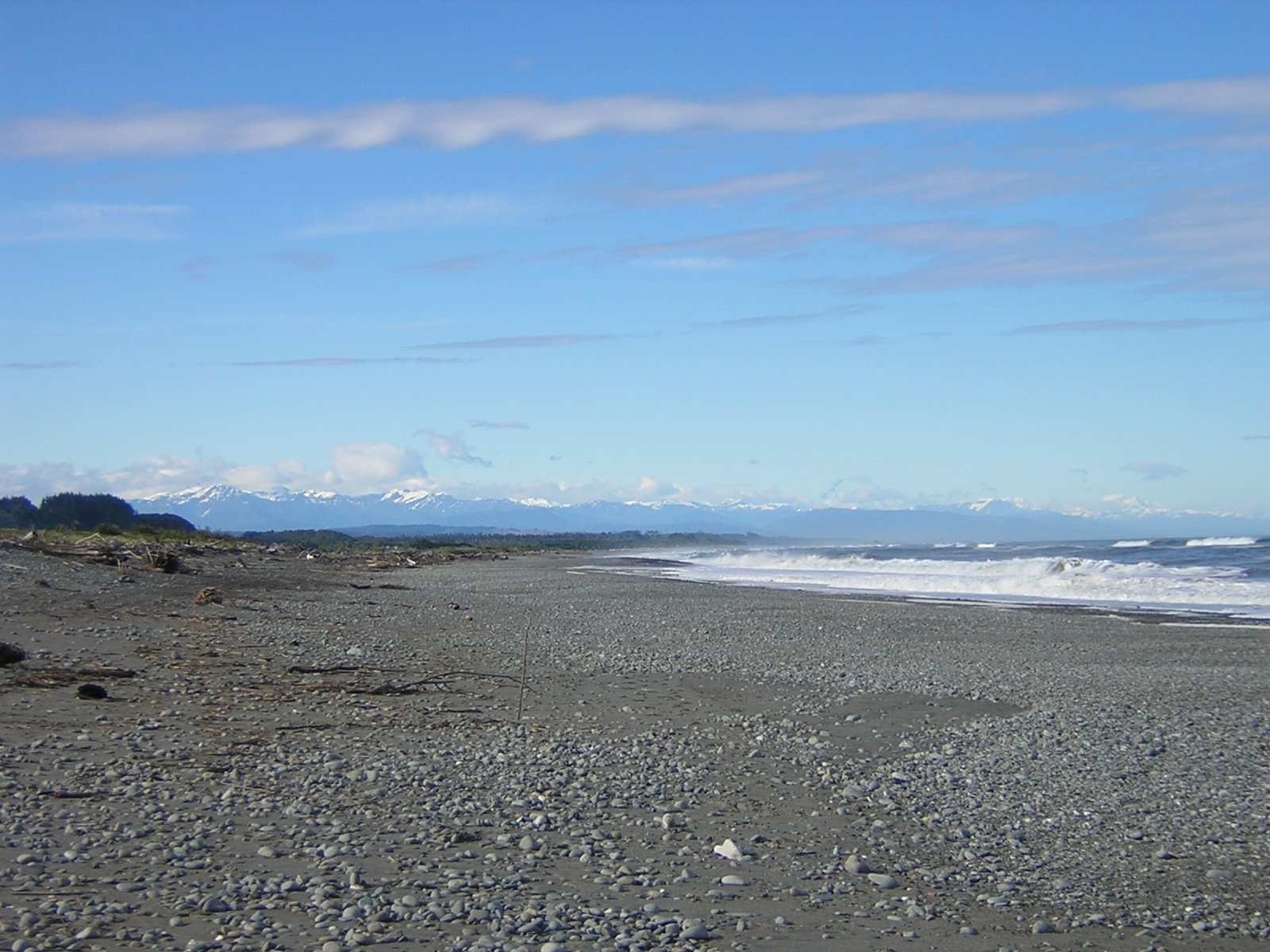
Widok z plaży w Greymouth na Górę Cooka i inne góry.